# Alexandru Mirodan
Alexandru Mirodan (vlastním jménem Alexandru Zissu Saltman) (5. června 1927, Budeasa, Argeș, Rumunsko – 10. března 2010, Tel Aviv, Izrael) byl rumunský a židovský dramatik, novinář, literární historik a překladatel.

## Život
Mirodan vystudoval literaturu a filozofii na univerzitě v Bukurešti, pak působil jako novinář (především v deníku Scânteia tineretului a v týdeníku Gazeta Literară) a jako dramaturg bukurešťského Divadla komedie. Jako dramatik debutoval roku 1956 komedií
Ziariștii (Novináři), značnou popularitu mu přinesla hra Celebrul 702 (1962, Slavný 702, česky také jako Slavný muž ze Sing-Singu), přeložená do několika jazyků (španělština, angličtina, francouzština, srbština, čeština).
V roce 1977 emigroval Mirodan do Izraele, usadil se v Tel Avivu, pracoval zde v muzeu Beth Hatefutsoth (Muzeum Diaspory) a vydával zde časopis rumunské diaspory Minimum.

## Divadelní hry
- Ziariștii (1956, Novináři),
- Celebrul 702 (1962, Slavný 702, česky také jako Slavný muž ze Sing-Singu), hra o člověku, odsouzeném k trestu smrti, jenž si vykupuje dny svého života tím, že píše pro vlivného nakladatele úspěšné romány o svých zločinech.
- Șeful sectorului suflete (1963, Vedoucí odboru pro duševní záležitosti),
- Noaptea e un sfetnic bun (1963, Noc je dobrý rádce),
- Transplantarea inimii necunoscute (1969, Transplantace neznámého srdce),
- Despre unele lipsuri, deficiențe și neajunsuri în domeniul dragostei (1971, O některých chybách, problémech a nedostatcích v oblasti lásky),
- Contract special de închiriat oameni (1983, Zvláštní smlouva na pronájem duší), hra zabývající se antisemitismem, která byla v Rumunsku zakázána.

## Filmové adaptace
- Celebrul 702 (1962), rumunský film, režie Mihai Iacob,
- Șeful sectorului suflete (1967), rumunský film, režie Gheorghe Vitanidis,

## Česká vydání
- Slavný 702, Dilia, Praha 1962, přeložil Ivo Macke,
- Slavný muž ze Sing-Singu, Orbis, Praha 1962, přeložila Marie Tatarová,
- Vedoucí odboru pro duševní záležitosti, Dilia, Praha 1964, přeložil Jiří Felix.